# Colonizarea rusă a Americii

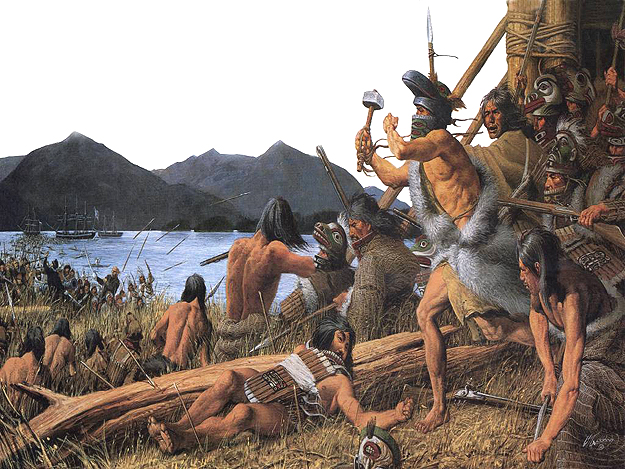
Bătălia de la Sitka (1804) a avut un rol esențial în istoria poporului tlingit și formarea Alaskăi Ruse. Locul bătăliei formează acum Parcul Național Istoric Sitka, cel mai vechi parc național din Alaska.

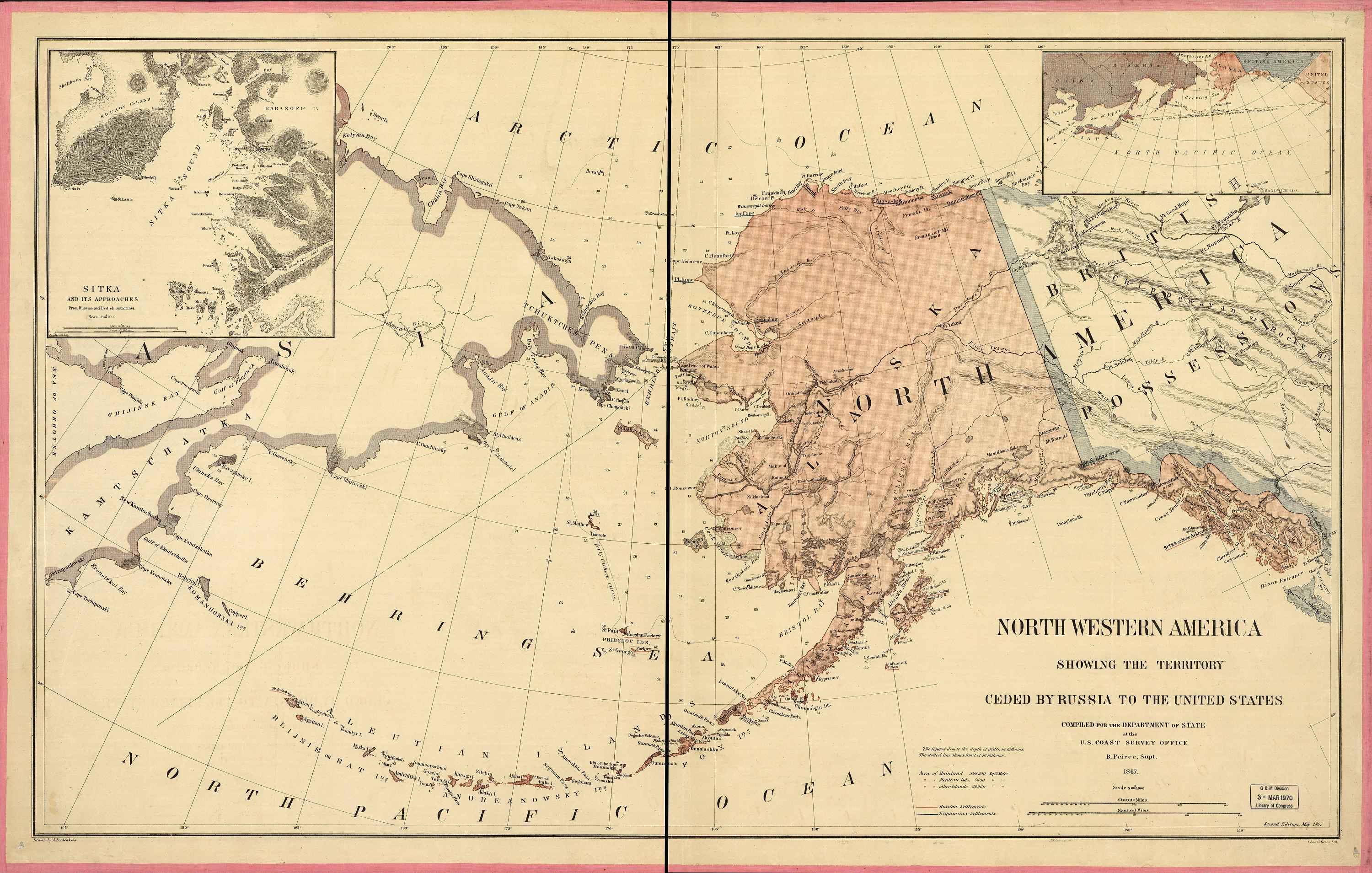
O hartă care prezintă teritoriul Alaskăi în 1867, imediat după Achiziția teritoriului Alaska

Colonizarea rusă a Americii reprezintă perioada dintre anii 1732 și 1867 în care Imperiul Rus a revendicat drepturi asupra zonei coastei nordice pacifice  a Americilor. Posesiunile coloniale ale Rusiei din Americi sunt cunoscute cu numele generic de America Rusă. Expansiunea Rusie către est a început în 1552 iar, în 1639, exploratorii ruși au ajuns pe țărmul Oceanului Pacific. În 1725, împăratul Petru cel Mare i-a ordonat navigatorului  Vitus Bering să exploreze Pacificul de Nord în vederea unei potențiale colonizări. Rușii s-au arătat interesați în primul rând vânarea animalelor de blană de pe litoralul Alaskăi, în condițiile în care efectivele acestor mamifere fuseseră decimate de Siberia în urma vânatului intensiv. Prima expediție nu și-a atins scopul datorită condițiilor meteo dificile dar, în 1741, o  a doua expediție condusă de Bering și Alexei Cirikov au văzut țărmul Alaskăi, iar membrii expediției au fost primii europeni au primii care eu debarcat pe coasta de nord-vest a Americii (cel mai probabil pe Insula Prince of Wales) .
Promîslennikii ruși(vânătorii și puitorii de capcane) s-au implicat rapid în comerțul maritim cu blănuri, ceea ce a provocat mai multe conflicte cu băștinașii aleutini în la începutul celui de-a doua jumătăți a secolului al XVIII-lea. Comerțul cu blănuri s-a dovedit a fi o întreprindere profitabilă, care a atras atenția întreprinzătorilor din ale națiuni europene. Ca răspuns la potențiali concurenți, rușii și-au extins revendicările spre est de la Insulele Komandore până în regiunile continentale al Alaskăi. În 1784, cu aprobarea împărătesei Ecaterina cea Mare, exploratorul Grigori Șelehov a fondat prima așezare permanentă a Rusiei în Alaska în  Golful Trei Sfinți (Бухта Трёх Святителей). Zece ani mai târziu, a sosit în regiune primul grup de misionari creștini-ortodocși, care a început evanghelizarea nativilor americani. Urmașii nativilor creștinați în acea perioadă au continuat să își păstreze credință ortodoxă până în zilele noastre. Începând cu sfârșitul secoluluial XVIII-lea, rușii au început să intre în relații comeriale cu membrii tribuirilor tlingit, iar în 1799 a fost înființată Compania Ruso-Americană, care avea ca scop monopolizare comerțului cu blănuri. Această companie a servit și drept instrument imperialist de rusificare a populației locale. 
Populația locală a fost afectată de ocuparea abuzivă a pământurilor strămoșești și de alte nedreptăți din partea rușilor, iar relațiile dintre cele două părți s-au deteriorat. În 1802, războinicii tlingiți au distrus mai multe așezări rusești, cea mai importantă reduta Sfântului Mihail (Sitka Veche), iar Novorosiisk (Noua Rusie) a rămas singurul avanpost rus din Alaska continentală. Aceste atacuri nu au dus la alungarea rușilor, care au reușit să își reconsolideze controlul după doi ani, odată cu victoria din Bătălia de la Sitka. Negocierile de pace dintre ruși și nativii americani aveau să stabilească mai apoi un modus vivendi, o stare de fapt care avea să dureze, cu mici excepții, pe toată durata prezenței rușilor în Alaska. Reduta Sfântul Mihail a fost reconstruită în 1808 și a primit un nou nume,  Novo-Arhanghelsk, această așezare devenind capitala Americi Ruse, după ce sediul administrației coloniale a fost mutat aici de la Kodiak. Un an mai târziu, Compania Ruso-Americană a început să își extindă operațiunile apele Californiei nordice, unde a fost construit Fort Ross, o bază pentru valorificarea blănurilor de vidrlor de mare. 
Pe la mijlocul secolului al XIX-lea, profiturile din coloniile americane ale Rusiei erau în declin accentuat. Concurența cu compania britanică Compania Hudson's Bay a adus populația vidrelor marine și cea a urșilor, lupilor și vulpilor de pe uscat până aproape de extincție. Rușii au ajuns în situația în care trebuiau să facă față pe de-o parte revoltelor periodice ale populației băștinașe și incapacității lor de colonizare completă a Americii, iar pe de altă să gestioneze complicațiile politice ale Războiului Crimeii, ceea ce i-a dus la concluzia că posesiunile lor americane sunt greu și scump de păstrat. 
Rușii au devenit dornici să scape de complicațiile de pe teritoriul american și au vândut Fort Ross în 1842 și, în 1867, după mai puțin de o lună de negocieri, Statele Unite au acceptat oferta împăratului  Alexandru al II-lea pentru vânzarea Alaskăi.  cumpărarea Alaska pentru 7,2 milioane de dolari a pus capăt prezenței coloniale a Rusiei Imperiale în America. Achiziția teritoriului Alaska pentru 7,2 milioane de dolari a pus capăt prezenței coloniale ruse în America. 

## Explorarea Alaskăi
Europenii au zărit pentru prima oară litoralul Alaskăi în 1732. Exploratorul și navigatorul Ivan Fiodorov a zărit Alaska de pe mare în regiunea Capului Prince of Wales, din  marginea estică a  Strâmtorii Bering, aflat în fața Capului Dejniov. Fiodorov nu a debarcat pe continentul american. Prima debarcare europeană  a avut loc în sudul Alaskăi în 1741 în timpul misiunii lui Vitus Bering și Alexei Cirikov. 
Între 1774 și 1800, Noua Spanie a organizat câteva expediții în Alaska pentru ca să își susțină revendicările pentru teritoriile din nord-vestul Pacificului. Aceste revendicări au fost abandonate la începutul secolului al XIX-lea. Contele Nikolai Rumyanțev a finanțat prima călătorie rusă în jurul lumii sub comanda comună a lui Adam Johann von Krusenstern și Nikolai Rezanov din 1803–1806. Această expediție a fost esențială pentru organizarea următoarei călătorii circumterestre din 1814-1816, care a furnizat informații științifice bogate, printre altele, despre flora și fauna din Alaska și California și informații etnografice importante despre nativii din Alaska și California.

## Comerțul
Rusia a fost un caz unic printre imperiile europene pentru că guvernul nu sponsorizat multă vreme expedițiile în străinătate sau cuceririle și colonizarea teritoriilor nou descoperite. Prima societate comercială protejată și sponsorizată de stat care a desfășurat activitatea în America a fost Compania de Nord-Est a lui Grigori Șelihov și Ivan Golikov. În America Rusă au activat mai multe companii spre sfârșitul secolului al XVIII-lea. Șelihov a cerut guvernului rus să îi acorde controlul exclusiv asupra comerțului cu Alaska dar, în 1788, Ecaterina cea Mare a hotărât ca monopolul acestuia să fie recunoscut doar asupra regiunii în care compania lui opera deja. Restul întreprinzătorilor erau liberi să își desfășoare activitate în restul teritoriului. Decizia împărătesei a fost publicată ca ukaz imperial pe 28 septembrie 1788.
Compania lui Șelihovși Golikov a format baza pentru înființarea Companiei Ruso-Americane. Împuternicirea acestei companii a fost emisă în 1799 de către noul împărat, Pavel I, prin care îi oferea controlul monopolist asupra comerțului din Insulele Aleutine și regiunea continentală nord americană până la paralela 55° nord. Compania Ruso-Americană a fost prima societate pe acțiuni rusă și a fost trecută sub autoritatea directă a Ministerului Comerțului al Imperiului Rus. Negustorii siberieni care acționau în Irkutsk au fost primii investitori majori ai societății, dar  nobilii din Sankt Petersburg au devenit în scurtă acționari majoritari. Compania a construit mai multe așezări în Alaska, Hawaii și California.

## Coloniile
Prima colonie  rusă a fost fondată în Alaska în 1784 de Grigori Șelihov. Ulterior, exploratorii și coloniștii ruși au continuat să stabilească posturi comerciale în Alaska continentală, pe Insulele Aleutine, Hawaii și California nordică.

### Alaska
Vedeți și:  Disputa de frontieră din Alaska 
Compania Ruso-Americană a fost fondată în 1799 cu sprijinul activ al lui Nikolai Reazanov având ca principal scop vânarea pentru blană a vidrelor de mare. Populația maximă a coloniilor ruse a fost de aproximativ 4.000 de locuitori, dintre care majoritatea o reprezenta însă membrii triburilor locale – aleutini, tlingiți și alții. Numărul rușilor care au locuit la un moment dat în aceste colonii a fost de cel mult 500 de oameni.

### California
Rușii au înființat în 1812 avanpostul comercial de la Fort Ross,, la nord de Golful San Francisco. Colonia Fort Ross includea și un port în Insulele Farallon.
Prin anul 1818, Fort Ross avea o populație de 128 de oameni, dintre care 26 de ruși și 102 de nativi americani. Rușii au părăsit colonia în 1841. În zilele noaste, Fort Ross este declarat sit istoric național ca Parcul istoric de stat Fort Ross.
Spaniolii au fost îngrijorați de colonizarea rusă din regiune și a determinat autoritățile din Noua Spanie să fondeze în regiunea superioară a celor Trei Californii forturi (presidio), orașe (pueblo) și misuni catolice. După ce și-au declarat independența în 1821, mexicanii au intrat în concurență cu rușii. Mexicanii au înființat Misiunea San Francisco de Solano, care trebuia să fie o replică la prezența rușilor din Fort Ross. Guvernul Mexicului l-a numit în 1836 pe generalul Mariano Guadalupe Vallejo în funcția de comandant al frontierei nordice a provinciei Alta California. Fortul Sonoma construit în regiune a fost cel mai nordic avanpost mexican care trebuia să oprească orice încercare de colonizare a rușilor la sud de Fort Ross. 
În 1920, a fost dezgropat un clopot de biserică de bronz de o sută  livre într-o plantație de portocali din apropierea Misiunii catolice San Fernando Rey de España din Valea San Fernando din California de Sud. Are o inscripție în limba rusă (tradusă aici): „în anul 1796, în luna ianuarie, acest clopot a fost turnat pe Insula Kodiak cu binecuvântarea lui Juvenali de Alaska, în timpul vizitei lui Alexandr Andreevici Baranov.” Nu este cunoscut modul în care un clopot al unei  biserici ortodoxe ruse din Insula Kodiak a ajuns într-o regiune dominată de Biserica Catolică.

## Achiziția teritoriului Alaska

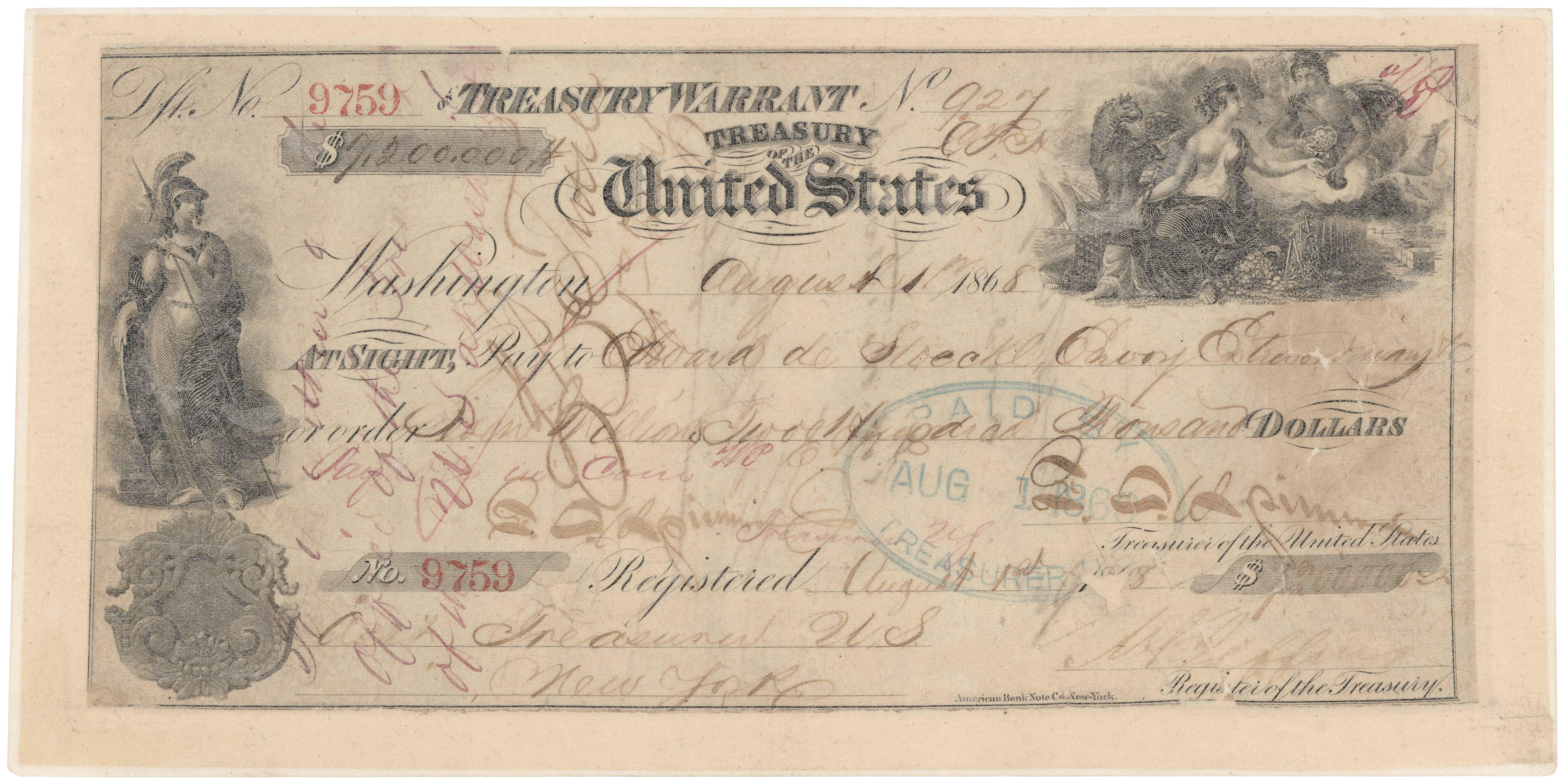
Cecul de 7,2 milioane utilizat pentru plata teritoriului Alaska. (Valoarea în zilele noastre ar fi de peste 132 de milioane de dolari)

Coloniile ruse au fost puțin profitabile, în principal din cauza costurilor de transport pentru aprovizionare. În plus, Rusia se afla într-o poziție financiară dificilă și se temea să piardă Alaska Rusă fără despăgubiri într-un viitor conflict, în special în fața britanicilor.
Rușii au considerat că, într-o dispută cu Marea Britanie, regiunea coloniilor lor ar fi fost greu de apărat și ar fi putut deveni o țintă principală a agresiunii britanice din British Columbia și ar fi fost ușor de cucerit.
Ca urmare, după victoria Uniunii în Războiul Civil American, țarul  Alexandru al II-lea l-a instruit pe ambasadorul său în Statele Unite, Eduard de Stoeckl, să inițieze negocieri la începutul lunii martie 1867 cu Secretarul de Stat al Statelor Unite, William H. Seward. Ca urmare a recomandării lui Seward, Senatul Statelor Unite a aprobat  achiziția Alaskăi de la Imperiul Rus. Prețul convenit pe 9 aprilie 1867 a fost de 2 cenți pe acru, adică un total de 7.200.000 dolari. 

## Moștenirea culturală
Uniunea Sovietică a emis o serie de monede comemorative în 1990 și 1991 pentru aniversarea a 250 de ani de la descoperirea a ceea ce avea să devină America Rusă (Alaska). Au fost emise monede din argint, platină și paladiu. La începutul secolului nostru, renașterea ultra-naționalismului rus a stimulat sentimentele de regret și condamnare a vânzării teritoriului Alaska către către Statele Unite. Periodic, apar articole în mass media din Rusia în care se susține că Alaska nu a fost vândută SUA în 1867, ci a fost doar închiriată pentru 99 de ani (până în anul 1966), sau pentru 150 de ani (până în 2017) și ca urmare ar trebui retrocedată Rusiei. Cu toate acestea, prevederile Tratatului pentru cumpărarea teritoriului Alaska sunt absolut clare, anume că acordul prevede înstrăinarea completă a teritoriului de către ruși..

### Biserica Ortodoxă Rusă
Gherman din Alaska, Inochentie de Alaska și Piotr Aleutul au avut contribuții decisive la crearea unei comunități ortodoxe ruse în Alaska. Biserica Ortodoxă Americană, care a fost la început o dioceză misionară a Bisericii Ortodoxe Ruse, își are originile în activitatea primilor misionari ruși în America Rusă. 

## Resurse internet
- Tratatul ruso-american din 1867
- Pagina web oficială a  Fort Ross State Historic Park
- Fort Ross Cultural History Fort Ross Interpretive Association